# VVV-WIT-07
VVV-WIT-07 es una estrella variable única que presenta una secuencia de oscurecimientos recurrentes con un posible eclipse profundo en julio de 2012. Está ubicada en la constelación de Escorpio.
La estrella fue encontrada por  el proyecto "Las variables de VISTA en la Vía Láctea" (VVV) que es una encuesta de variabilidad de ESO de la Vía Láctea interna. Los espectros de infrarrojo cercano de los VVV-WIT-07 aparecen sin características, sin líneas prominentes en emisión o absorción. Las características que se encuentran en la curva de luz de VVV-WIT-07 son similares a las que se ven en J1407 (Objeto de Mamajek), una enana pre-MS K5 con un sistema de anillo que eclipsa a la estrella o, alternativamente, a KIC 8462852 (la estrella de Boyajian), una estrella F3 IV/V que muestra irregular y aperiódicos oscurecimientos en su curva de luz.